# Герен, Теодора
Теодо́ра (Феодо́ра) Гере́н  (фр. Théodore Guérin, 2 октября 1798[…], Этабль-сюр-Мер — 14 мая 1856[…], Терре-Хот, Индиана) — святая Римско-Католической Церкви, монахиня, миссионерка, основательница женской монашеской конгрегации «Сёстры Божественного Провидения» и первой в США художественной академии для женщин в Тэрр-От, штат Луизиана.

## Биография
Анна Тереза Герен родилась 2 октября 1798 года в семье французского офицера. Когда Анне Терезе было 15 лет в её семье произошла трагедия: её отец был убит бандитами. Мать Анны Терезы впала в глубокую депрессию и молодой девочке пришлось взять на себя уход за матерью и домашним хозяйством. В возрасте 20 лет Анна Тереза обратилась с просьбой к своей матери отпустить её в монастырь, но та, не в состоянии справиться со своим горем в одиночестве, попросила свою дочь остаться с ней. Анне Терезе пришлось остаться в семье, продолжая поддерживать свою больную мать. Через пять лет Анна Тереза вновь попросила свою мать отпустить её и та согласилась.
В 1823 году Анна Тереза поступила в монашескую конгрегацию «Сёстры Божественного Провидения», приняв монашеское имя Теодора. 8 сентября 1825 года она приняла первые временные монашеские обеты, 5 сентября 1831 — вечные монашеские обеты. Проживая во Франции, Теодора Герен преподавала в церковно-приходской школе, ухаживала за больными и помогала нуждающимся.
В 1839 году к настоятельнице конгрегации «Сёстры Божественного Провидения» обратился местный епископ с просьбой послать несколько монахинь в США, чтобы помогать католическим священникам, работавшим среди католических иммигрантов, нуждавшихся в пастырском попечении. 22 октября 1840 года Теодора Герен вместе с другими пятью монахинями прибыла в США, штат Индиана. В 1841 году Теодора Герен организовала художественную академию для девушек. До 1849 года она также основала несколько приходских школ в штате Иллинойс, два детских дома.
Теодора Герен умерла 14 мая 1856 года в возрасте 57 лет.

## Прославление
Теодора Герен была беатифицирована в октябре 1998 года римским папой Иоанном Павлом II и канонизирована 15 октября 2006 года римским папой Бенедиктом XVI.
День памяти в католической церкви — 3 октября.